# Mönchbajaryn Dulamsüren
Mönchbajaryn Dulamsüren (* 6. März 1994; mongolisch Мөнхбаярын Дуламсүрэн, international bekannt als Dulamsuren Munkhbayar) ist eine mongolische Badmintonspielerin. 

## Karriere
Mönchbajaryn Dulamsüren gewann 2009 die Mongolia International. 2012 startete sie beim Korea Open Grand Prix. 2014 nahm sie an den Asienspielen teil. Dort schied sie jedoch jeweils in der Vorrunde aus.